# Occidental de Cartago
Occidental es uno de los distritos del cantón de Cartago, en la provincia de Cartago, de Costa Rica. Junto con el distrito de Oriental conforma la ciudad de Cartago.

## Geografía
Occidental cuenta con un área de 2,01 km² y una altitud media de 1435 m s. n. m.

## Demografía
Para el año 2022, Occidental cuenta con una población estimada de 10 674 habitantes, y para el último censo efectuado, en 2011, Occidental contaba con una población de 9901 habitantes.

## Localidades
- Barrios: Cinco Esquinas, Fátima, Hospital (parte), Jesús Jiménez (parte), Laborio, Molino, Murillo, Palmas, San Cayetano.

## Transporte

### Carreteras
Al distrito lo atraviesan las siguientes rutas nacionales de carretera:
- Ruta nacional 10
- Ruta nacional 228

### Ferrocarril
El Tren Interurbano administrado por el Instituto Costarricense de Ferrocarriles, atraviesa este distrito.